# 4385 Elsässer
4385 Elsässer è un asteroide della fascia principale. Scoperto nel 1960, presenta un'orbita caratterizzata da un semiasse maggiore pari a 3,1660245 au e da un'eccentricità di 0,1849610, inclinata di 0,57630° rispetto all'eclittica.
L'asteroide è dedicato all'astronomo tedesco Hans Elsässer.